# Eishockeyclub Bregenzerwald
L'Eishockey Club Bregenzerwald è una squadra di hockey su ghiaccio di Dornbirn, nella regione austriaca del Vorarlberg. 
Il club, fondato nel 1985 ad Alberschwende, si è trasferito a Dornbirn dopo la chiusura del locale stadio del ghiaccio al termine della stagione 2011-2012; ha vinto per due volte (la prima e l'ultima edizione) la scomparsa Inter-National-League. 
Fin dalla fondazione è iscritto al campionato di AHL.

## Palmarès

### Competizioni internazionali
- Inter-National-League: 2

2012-2013 e 2015-2016